# Ingram Bywater
Ingram Bywater (27 de junio de 1840 - 18 de diciembre de 1914) fue un filólogo clásico inglés.
Nació en Londres. Se educó en el University College School y en el King's College School; posteriormente, en el Queens College de Oxford. Obtuvo las notas más elevadas en estudios clásicos y después se hizo miembro del Exeter College de Oxford (1863). En 1883 recibió el título de reader en griego; de 1893 a 1908 ejerció en Oxford como regius professor of Greek; también fue student en la Christ Church. Varias universidades le dieron títulos honoríficos y se le eligió miembro corresponsal de la Academia Prusiana de las Ciencias.
Se conoce a Bywater principalmente por sus ediciones de obras filosóficas griegas: Heracliti Ephesii Reliquiae (1877), una de las primeras colecciones de fragmentos de Heráclito; Prisciani Lydi quae extant (editado para la Academia de Berlín Academy en el Supplementum Aristotelicum, 1886); la Ethica Nicomachea de Aristóteles (1890), así como De Arte Poetica (1898) y unas Contributions to the Textual Criticism of the Nicomachean Ethics (1892).